# كورنيليوس روبنسون
كورنيليوس روبنسون (بالإنجليزية: Cornelius Robinson)‏ هو محامي وسياسي أمريكي، ولد في 25 سبتمبر 1805، وتوفي في 29 يوليو 1867.